# Doryphallophoridae
Doryphallophoridae är en familj av kräftdjur. Doryphallophoridae ingår i klassen Maxillopoda, fylumet leddjur och riket djur. Enligt Catalogue of Life omfattar familjen Doryphallophoridae 4 arter. 
Kladogram enligt Catalogue of Life:
| Doryphallophoridae | \| \| Doryphallophora \| \| \| \| \| \| Paradoryphallophora \| \| \| \| |
|                    | \| \| Doryphallophora \| \| \| \| \| \| Paradoryphallophora \| \| \| \| |
|                    | Acrothoracica                                                           |
|                    |                                                                         |
|                    | Akentrogonida                                                           |
|                    |                                                                         |
|                    | Amphiurophilus                                                          |
|                    |                                                                         |
|                    | Apygophora                                                              |
|                    |                                                                         |
|                    | Arguloida                                                               |
|                    |                                                                         |
|                    | Arthurhumesia                                                           |
|                    |                                                                         |
|                    | Ascothoracida                                                           |
|                    |                                                                         |
|                    | Basipodellidae                                                          |
|                    |                                                                         |
|                    | Calanoida                                                               |
|                    |                                                                         |
|                    | Cephalobaenida                                                          |
|                    |                                                                         |
|                    | Cyclopoida                                                              |
|                    |                                                                         |
|                    | Dendrogastrida                                                          |
|                    |                                                                         |
|                    | Deoterthridae                                                           |
|                    |                                                                         |
|                    | Harpacticoida                                                           |
|                    |                                                                         |
|                    | Ischnochitonika                                                         |
|                    |                                                                         |
|                    | Kentrogonida                                                            |
|                    |                                                                         |
|                    | Laurida                                                                 |
|                    |                                                                         |
|                    | Microdajidae                                                            |
|                    |                                                                         |
|                    | Misophrioida                                                            |
|                    |                                                                         |
|                    | Monstrilloida                                                           |
|                    |                                                                         |
|                    | Mormonilloida                                                           |
|                    |                                                                         |
|                    | Mystacocaridida                                                         |
|                    |                                                                         |
|                    | Pedunculata                                                             |
|                    |                                                                         |
|                    | Platycopioida                                                           |
|                    |                                                                         |
|                    | Poecilostomatoida                                                       |
|                    |                                                                         |
|                    | Porocephalida                                                           |
|                    |                                                                         |
|                    | Pteroxena                                                               |
|                    |                                                                         |
|                    | Pygophora                                                               |
|                    |                                                                         |
|                    | rotfotingar                                                             |
|                    |                                                                         |
|                    | Sessilia                                                                |
|                    |                                                                         |
|                    | Siphonostomatoida                                                       |
|                    |                                                                         |
|                    | Tantulocaridida                                                         |
|                    |                                                                         |
|                    | långhalsar och havstulpaner                                             |
|                    |                                                                         |
|                    | Doryphallophora                                                         |
|                    |                                                                         |
|                    | Paradoryphallophora                                                     |
|                    |                                                                         |

|  | Doryphallophora     |
|  |                     |
|  | Paradoryphallophora |
|  |                     |